# Mark Garnier
Pour les articles homonymes, voir Garnier.
Mark Robert Timothy Garnier, né le 26 février 1963, est un homme politique, ministre britannique.

## Biographie
Scolarisé au Charterhouse School, il est stockbroker à Londres, membre du Parti conservateur.
Élu conseilleur du Forest of Dean District Council de 2003 à 2007, il est député du Wyre Forest depuis 2010. 
La première ministre Theresa May le nomme sous-secrétaire d'État parlementaire au Commerce international du Royaume-Uni depuis 2016.
En octobre 2017, une enquête est ouverte à son encontre pour harcèlement sexuel. Il reconnait avoir affublé sa secrétaire d'un surnom à caractère sexuel et lui avoir donné de l'argent pour acheter deux sex toys, mais nie les accusations de harcèlement sexuel.

### Famille
D'ascendance française, il est issu d'une famille de la petite noblesse d'Angleterre, cousin d'Edward Garnier .